# Cântico dos Cânticos

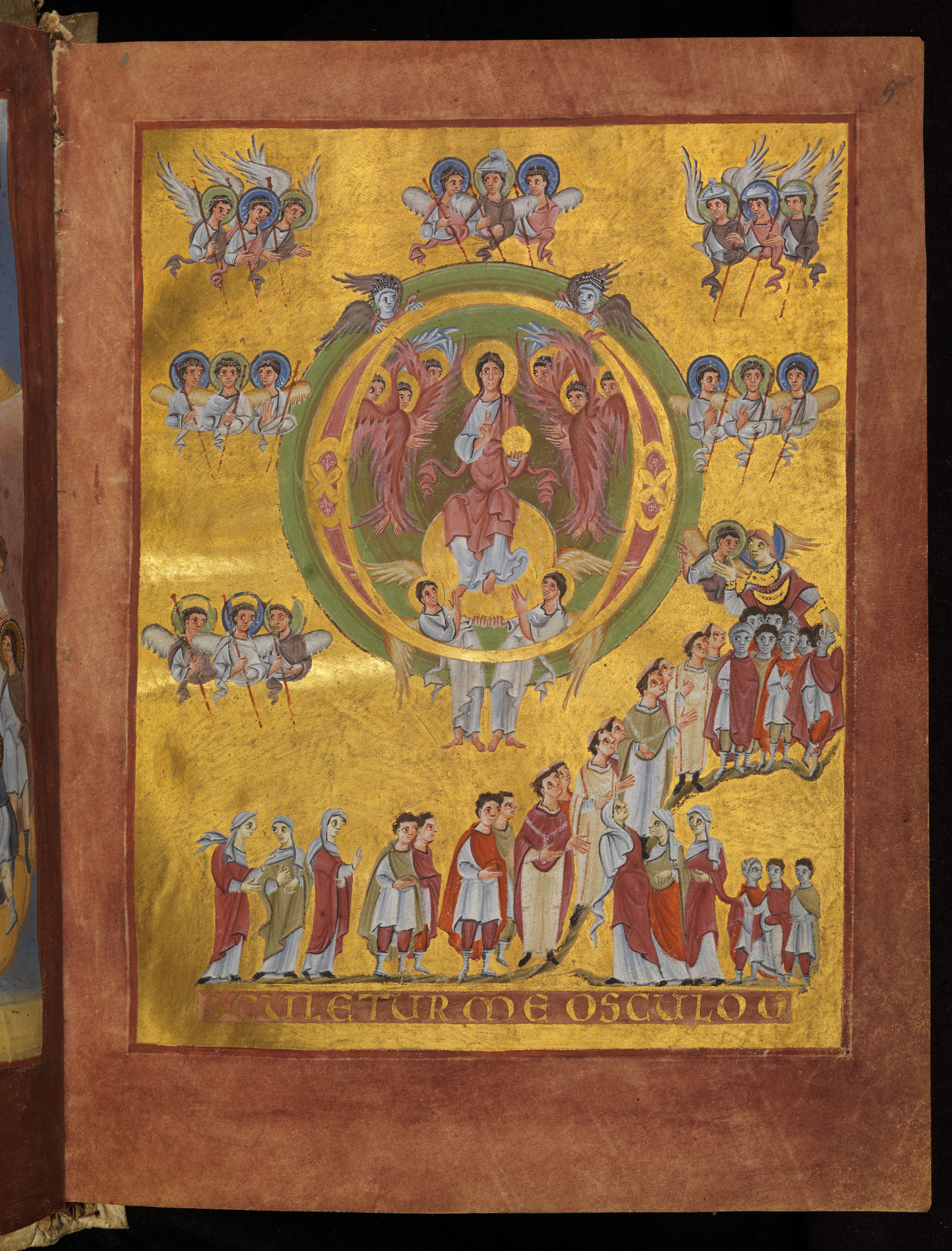
Página inicial do Cântico dos Cânticos. O texto é o primeiro versículo em latim, "Osculetur me osculo oris sui!", que significa
Manuscrito iluminado da Biblioteca Estatal de Bamberg, na Alemanha.

O Cântico dos Cânticos (em hebraico:  שִׁיר הַשִּׁירִים, Šīyr haŠīyrīm; em grego:  ᾎσμα ᾈσμάτων, Âisma Aismátōn), conhecido também como Cantares, Cânticos de Salomão ou Cântico Superlativo, é o quarto livro da terceira seção (Ketuvim) da Bíblia hebraica e um dos livros poéticos e sapienciais do Antigo Testamento da Bíblia cristã. É um dos cinco Megillot ("cinco rolos") e é lido no sabá durante a Páscoa judaica, marcando o começo da colheita dos cereais e comemorando o Êxodo do Egito.
No contexto das escrituras cristãs, Cântico dos Cânticos é único por celebrar o amor sexual. Ele dá "voz para dois amantes que se elogiam e se desejam com convites para o prazer mútuo". Os dois se desejam e estão felizes em sua intimidade sexual. As "filhas de Jerusalém" formam um coro para os amantes, funcionando como uma audiência cuja participação nos encontros eróticos dos amantes facilita a participação do leitor. A tradição judaica o interpreta como uma alegoria da relação entre Javé e Israel. A tradição cristã, além de apreciar o sentido literal, de uma canção romântica entre um homem e uma mulher, interpretou também o poema como uma alegoria de Cristo e sua "noiva", a Igreja Cristã.

## Estrutura
Há um amplo consenso que, embora o livro não tenha uma trama, ele tem o que se pode chamar de estrutura, evidente pelas ligações entre o seu começo e fim Porém, fora isto, há pouca concordância entre os estudiosos: tentativas de encontrar uma estrutura quiástica não receberam aceitação e tentativas de analisá-lo em unidades utilizaram diferentes métodos e chegaram a diferentes conclusões. O seguinte esquema, de Kugler et al., é, por conta disto, meramente indicativo:
- A. Introdução (1:1–6);
- B. Diálogo entre os amantes (1:7–2:7);
- C. A mulher relembra a visita de seu amante (2:8–17);
- D. A mulher fala às filhas de Sião (3:1–5);
- E. Assistindo a uma procissão matrimonial (3:6–11);
- F. O homem descreve a beleza de sua amante (4:1–5:1);
- G. A mulher fala às filhas de Jerusalém (5:2–6:4);
- H. O homem descreve sua amante, que o visita (6:5–12);
- I. Observadores descrevem a beleza da mulher (6:13–8:4);
- J. Apêndice (8:5–14).

### Sumário
A introdução chama o poema de "Cântico dos cânticos", uma construção superlativa frequente na Bíblia hebraica para demonstrar algo como o maior e mais belo de sua classe (como o Santo dos Santos). O poema propriamente dito começa com a expressão do desejo da mulher por seu amante e sua auto-descrição às "filhas de Jerusalém": ela insiste em sua cor negra, igualando-a às "tendas de Quedar" (nômades) e às "cortinas de Salomão". Segue um diálogo entre os amantes: a mulher pede um encontro ao homem; ele responde atiçando-a ligeiramente. Os dois competem nos elogios mútuos ("o meu amado é para mim como um ramalhete da hena", "a macieira entre as árvores do bosque", "qual uma açucena entre espinhos"). Esta seção termina com a mulher pedindo às filhas de Jerusalém que não despertem um amor como o dela antes de ele estar pronto.

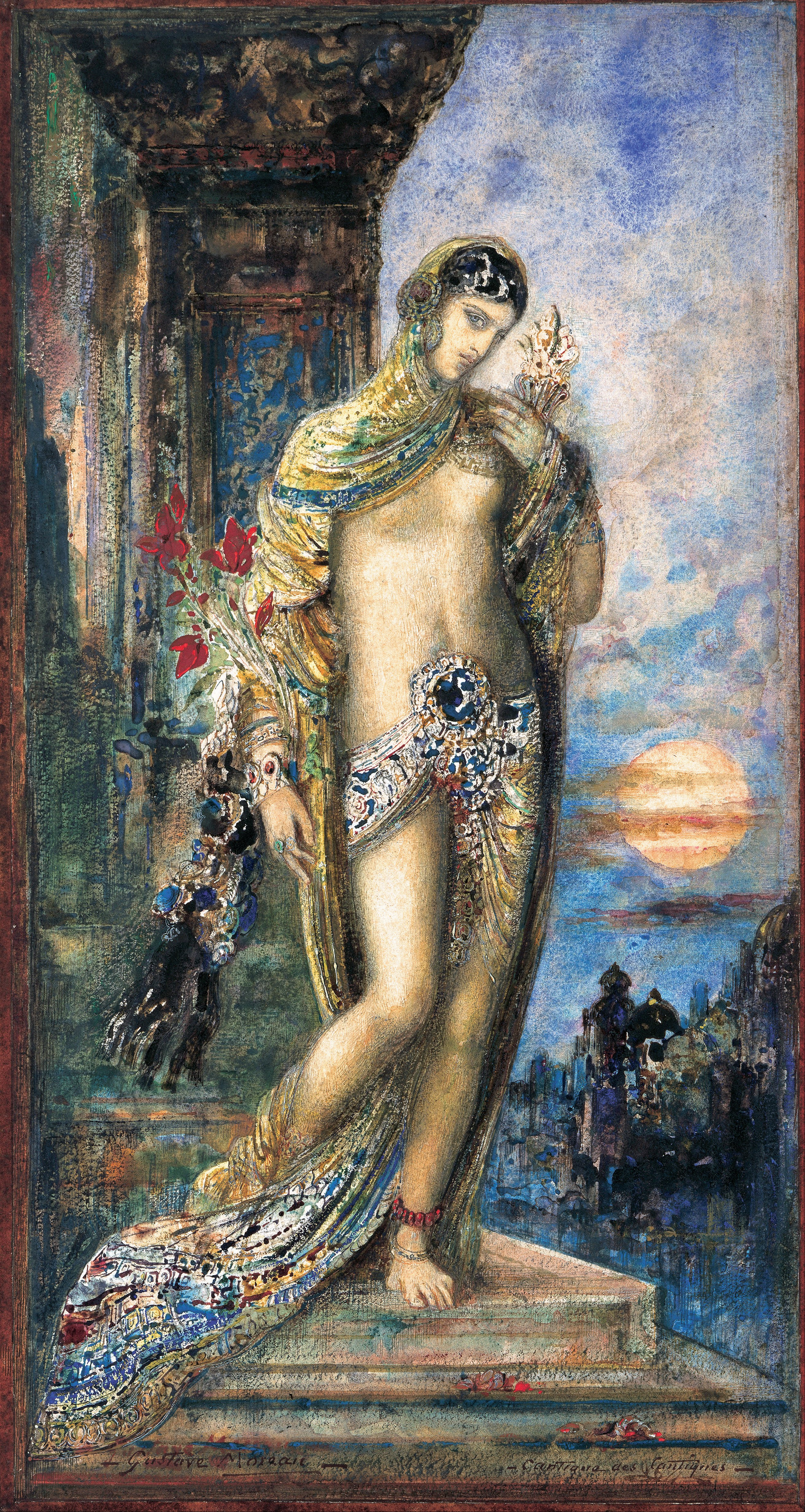
"Cantique des Cantiques"
1893. Por Gustave Moreau, no Museu de Arte de Ohara, em Kurashiki, Japão.

A mulher relembra uma visita de seu amado na primavera e utiliza a imagem da vida de um pastor: seu amado «apascenta o seu rebanho entre as açucenas.» (Cantares 2:16). Ela fala novamente com as filhas de Jerusalém, descrevendo sua fervente e, em última instância, vitoriosa busca pelo seu amado à noite pelas ruas da cidade. Quando ela o encontra, ela o toma para si, quase que à força, e o leva para o quarto no qual sua mãe a concebeu. A mulher revela tratar-se de um sonho «de noite no meu leito» (Cantares III:1–1) e novamente implora às filhas de Jerusalém que não despertem o amor até que esteja pronto.
A seção seguinte narra uma procissão de um casamento real. Salomão é mencionado pelo nome e as filhas de Jerusalém são convidadas a assistir ao espetáculo. Depois, o homem descreve sua amada: «seu cabelo é como um rebanho das cabras ... seus dentes são como o rebanho de ovelhas recém-tosquiadas» (Cantares 4:1–2) e assim por diante, do rosto aos seios. Topônimos aparecem em profusão: o pescoço dela é como a "torre de David", o cheiro é como o odor do Líbano. Ele se apressa em chamar sua amada afirmando estar enlevado por sua beleza. O texto então torna-se um "poema de jardim", no qual ele a descreve como um «jardim trancado» (Cantares 4:12) — uma metáfora para a castidade. A mulher convida o homem a entrar no jardim e provar das frutas; ele aceita o convite e um terceiro diz: «Comei, amigos, Bebei, sim, embriagai-vos, caríssimos.» (Cantares 5:1).
A mulher conta às filhas de Jerusalém um outro sonho. Ela estava em seu quarto quando seu amado bateu na porta. Ela demorou para abrir e, quando o fez, ele já havia partido. Ela procurou por ele nas ruas novamente, mas, desta vez, não conseguiu encontrá-lo e os vigias, que a ajudaram da primeira vez, desta vez bateram nela. Ela pede que as filhas de Jerusalém a ajudem a encontrá-lo e descreve a beleza de seu amor. Finalmente ela permite que seu amado entre em seu jardim, em segurança, e tão comprometido com ela quanto ela por ele.
O homem descreve sua amada; a mulher descreve um encontro dos dois (este trecho é obscuro e possivelmente está corrompido). O povo louva a beleza da mulher. As imagens utilizadas são as mesmas utilizadas no resto do poema, mas com um uso particularmente denso de topônimos: piscinas de Hesbom, porta de Bate-Rabim, torre do Líbano etc.. O homem afirma sua intenção de provar os frutos do jardim da mulher e ela o convida para um passeio nos campos. Ela mais uma vez pede que as filhas de Jerusalém não despertem o amor até que esteja pronto.
A mulher compara o amor à morte e ao sheol: o amor é tão forte e ciumento quanto estes dois e não pode ser apaziguado por nenhuma força. Ela chama seu amante usando o mesmo linguajar já utilizado antes: «o veado ou como o filho da gazela sobre os montes de aromas» (Cantares 8:14).

## Composição
O Cântico dos Cânticos não dá nenhuma pista sobre a data, o local e em quais circunstâncias foi escrito. Cantares 1:1 afirma que o autor é Salomão, mas mesmo se este versículo puder ser entendido como uma declaração de autoria, ele não pode ser lido da mesma forma como se lê uma afirmação moderna do mesmo tipo. A mais confiável das evidências para sua ata de composição é a língua na qual foi escrito: o aramaico gradualmente substituiu o hebraico depois do cativeiro na Babilônia no final do século VI a.C. e as evidências do vocabulário, morfologia, uso do idioma e sintaxe claramente indicam uma data séculos mais tarde do o período do reinado de Salomão. O texto é similar a outras obras de poesia romântica mesopotâmicas e egípcias do primeiro milênio a.C. e também as obras idílicas de Teócrito, um poeta grego da primeira metade do século III a.C. Por conta disto, há especulações sobre a data que variam dos séculos X ao II a.C., com maior probabilidade para uma data no final do período helenístico (depois de 330 a.C.).
A unicidade do texto (ou falta dela) continua a ser debatida. Os que defendem que Cânticos seja uma antologia ou uma coleção notam as bruscas mudanças de cena, narrador, tema e tom, além da falta de uma estrutura ou narrativa mais óbvia. Os que defendem que Cânticos é um único poema lembram que não há sinais internos de origens diversas e afirmam que as repetições e similaridades entre as partes são evidências de unicidade. Alguns alegam ter encontrado um propósito artístico claro subjacente na obra, mas não há consenso sobre qual seria ele. A questão permanece em aberto.
O local de origem do poema também é debatido. Alguns acadêmicos propõem uma origem ritual na celebração do matrimônio sagrado do deus Tamuz com a deusa Ishtar. Seja como for, o poema certamente parece ter sua origem em algum tipo de ritual festivo. Evidências externas apoiam a ideia de que Cânticos era originalmente recitado por diferentes cantores representando os diferentes personagens imitando os atos do texto com mímica.

## Interpretações posteriores

### Judaísmo

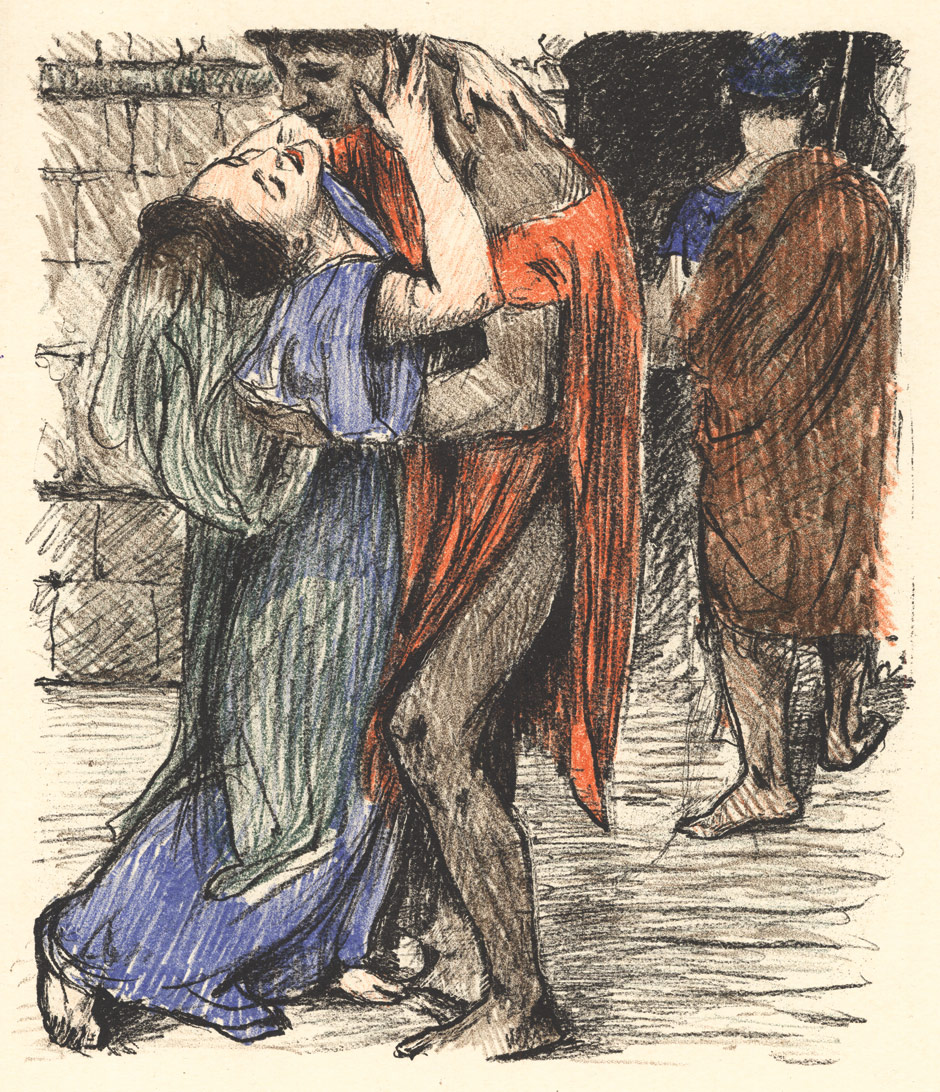
"Das hohe Lied" ("Os Elogios").
1911. Litografia de Lovis Corinth.

Cânticos foi aceito no cânone da Bíblia hebraica por volta do século II depois de um período de controvérsia no século I. Ele foi aceito como canônica por sua suposta autoria por Salomão e com base numa leitura alegórica na qual o tema é entendido como não sendo de natureza sexual e sim do amor de Deus por Israel. Como exemplo, o famoso Aquiba, dos séculos I e II, proibiu o uso de Cânticos em festas populares pois, segundo ele,
"aquele que conta o Cântico dos Cânticos em tabernas de vinho, tratando-o como se ele fosse apenas uma música vulgar, abandona sua parte no mundo que virá". Porém, ele famosamente defendeu a canonicidade de Cântico dos Cânticos. Quando a questão apareceu sobre se ele deve ser considerado uma obra impura, ele teria dito: "Deus me livre! [...] Pois toda a eternidade em toda sua dimensão não é tão valiosa quanto o dia no qual Cântico dos Cânticos foi dado a Israel, pois todos os Escritos são santos, mas Cântico dos Cânticos é o Santo dos Santos".
No judaísmo moderno, alguns versículos de Cânticos são lidos na véspera do sabá ou na Páscoa, que marca o início da colheita de cereais e também comemora o Êxodo do Egito, para simbolizar o amor entre o povo judeu e seu Deus. A tradição judaica o interpreta como uma alegoria da relação entre Deus e Israel. Nas palavras de Solomon B. Freehof:
| “ | Como revelado em diversas passagens talmúdicas, no Targum e no Midrash, este livro bíblico é interpretado como uma referência ao amor de Deus por Israel. Esta interpretação...logo se tornou oficial. Na realidade, qualquer um que cite versículos do Cântico dos Cânticos dando-lhes o significado literal foi declarado um herege que abandonou sua parte no Paraíso. Esta interpretação simbólica foi herdada, depois de alguma re-interpretação, pelo cristianismo e lá também se tornou oficial. | ” |

### Cristianismo
Os cristãos admitiram a canonicidade do Cântico dos Cânticos desde o princípio, mas, depois que exegetas judeus começaram a interpretar o Cântico de forma alegórica, como um símbolo do amor de Deus por seu povo, os exegetas cristãos seguiram o mesmo caminho, tratando o amor celebrado pelo livro como uma analogia ao amor entre Deus e sua Igreja Depois de séculos, a ênfase na interpretação mudou: a partir do século XI foi acrescentado um elemento moral e, no século XII, a Virgem Maria passou a ser a noiva. Cada nova interpretação absorvia a anterior sem substituí-la e o comentário bíblico foi se tornando cada vez mais complexo, com diversas camadas de significado. Esta abordagem levou a conclusões não encontradas nos livros mais claramente teológicos da Bíblia, que consideram a relação entre Deus e o homem como desigual. Por outro lado, a leitura de Cântico dos Cânticos como uma alegoria do amor de Deus por sua Igreja sugere que os dois parceiros são iguais, unidos numa relação emocional livremente consentida.

## Influência
.

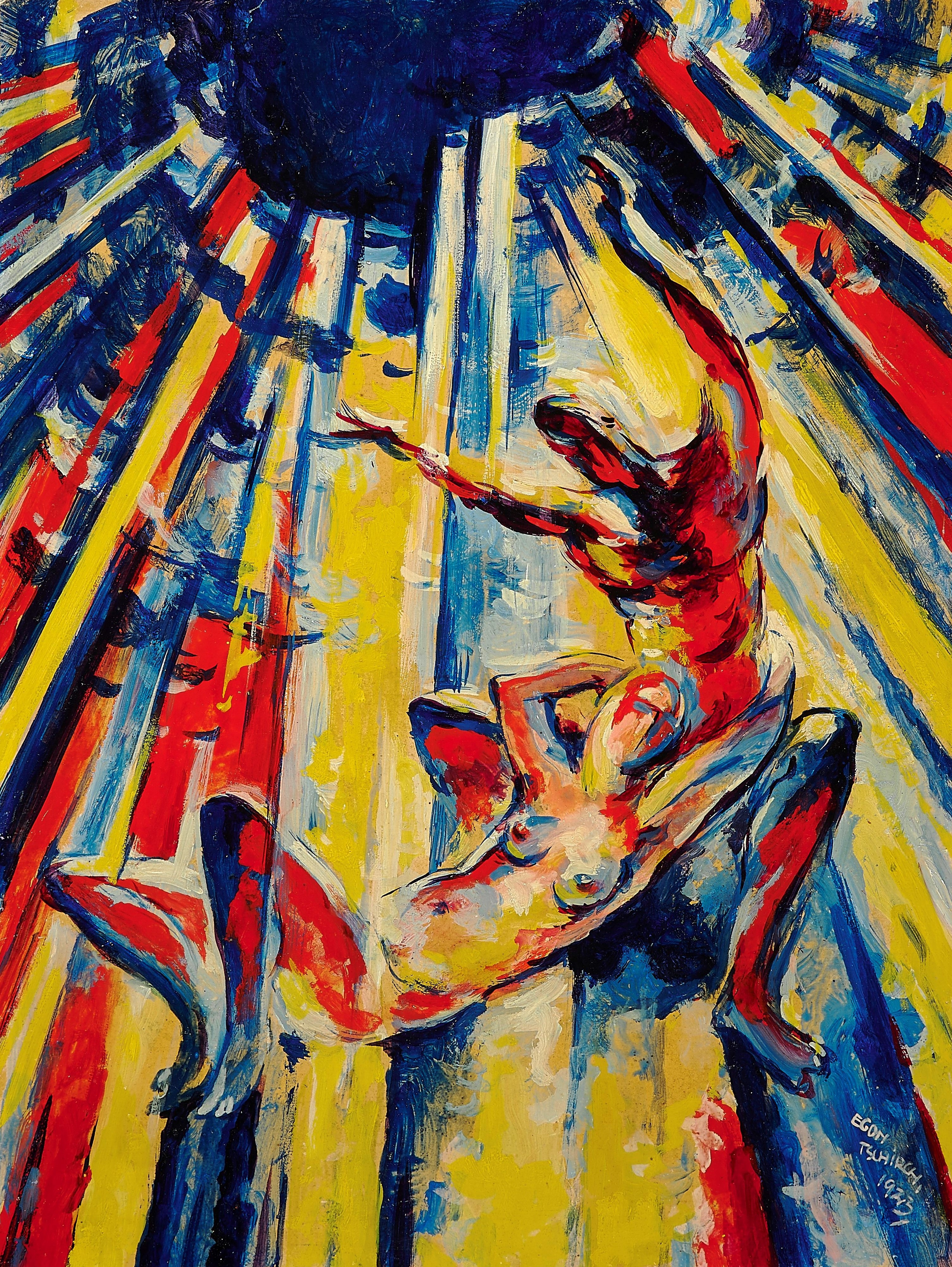
"Das Hohelied Salomos nº 11" ("Cânticos de Salomão").
1923. Ciclo de dezenove pinturas (en) de Egon Tschirch (en). Museu de Arte de Ahrenshoop, Alemanha

Marc Chagall pintou um ciclo de cinco pinturas chamado "Cântico dos Cânticos", atualmente abrigado no Museu Marc Chagall em Nice, na França. "Wachet auf, ruft uns die Stimme, BWV 140", de J. S. Bach, se baseia principalmente na Parábola das Dez Virgens, mas também faz referência a imagens de Cântico dos Cânticos. Toni Morrison, vencedora do prêmio Nobel de literatura, lançou uma obra em 1977 chamada "Song of Solomon".
"Hortus conclusus", que significa "jardim fechado", foi um tema popular da arte cristã medieval e renascentista que surgiu de forma repentina em pinturas e manuscritos iluminados por volta de 1330  e tem sua origem numa imagem de Cântico dos Cânticos: «Um jardim fechado é minha irmã, minha noiva; Um manancial fechado, uma fonte selada» (Cantares 4:12), um simbolismo para a castidade.